# Mujer con sombrero y cuello de piel
Mujer con sombrero y cuello de piel (Marie-Teresa
Walter), pintado en París el año 1937, es uno de los numerosos retratos que Pablo Picasso hizo de Marie-Teresa
Walter, su compañera sentimental entre 1927 y 1935, aproximadamente, y madre de su hija Maya. En este retrato, Picasso realiza un ejercicio analítico exhaustivo en que la juventud y la personalidad de Marie-Thérèse se someten a mil figuraciones metamórficas. El artista convierte a la modelo en un icono de la sensualidad a través de un rico lenguaje pictórico en el que la distorsión de las formas supone la consolidación del llamado “estilo Picasso”. El retrato constituye al mismo tiempo el epílogo de la confrontación entre las dos modelos esenciales de aquel momento, Marie-Thérèse Walter y Dora Maar. Picasso muestra aquí a Marie-Thérèse mucho más convencional y exenta de dramatismo. A pesar de la distorsión de la forma, la divergencia de la mirada y la angulosidad de los rasgos fisonómicos, este retrato es fácilmente identificable, ya que, como los que hizo en el mismo momento de Nusch, la segunda esposa de Paul Éluard, y de Dora Maar, conserva los rasgos esenciales de la retratada.
Esta pintura mide 61 x 50 cm y se encuentra alojada en el Museo Nacional de Arte de Cataluña, Barcelona.